# Tang Hamilton
Tang Hamilton, né le 26 mai 1978, à Jackson, au Mississippi, est un ancien joueur américain de basket-ball. Il évolue au poste d'ailier fort.

## Palmarès
- Meilleur rebondeur NBDL 2003
- All-NBDL First Team 2005